# Kommunalpolitische Vereinigung
Kommunalpolitische Vereinigungen sind Fachorganisationen der politischen Parteien in Deutschland. Sie wurden von den Parteien geschaffen, um die Aktivitäten ihrer kommunalen Mandatsträger landes- und bundesweit zu vereinheitlichen. Dazu dienen die Herausgabe von Arbeitshilfen und Richtlinien und die Veranstaltung von Tagungen. Umgekehrt erhalten Kommunalpolitiker die Möglichkeit, Einfluss auf die Bundes- und Landespolitik nehmen. Bereits in der Weimarer Republik gab es eine „Kommunalpolitische Vereinigung der deutschen Zentrumspartei“.
Die Unionsparteien gründeten im Jahr 1947 die Kommunalpolitische Vereinigung der CDU und CSU Deutschlands. Die Sozialdemokratische Gemeinschaft für Kommunalpolitik der SPD entstand erst 1978. Die FDP gründete 1982 die Vereinigung liberaler Kommunalpolitiker. Diese parteinahen Organisationen sind darüber hinaus in Landesverbände gegliedert. Bündnis 90/Die Grünen haben seit dem 26. Oktober 2023 die Bündnis 90/Die Grünen Kommunalpolitische Bundesvereinigung (BGKomm) gegründet. Zuvor hatten sie nur kommunalpolitische Organisationen auf Landesebene wie die Grüne Alternative in den Räten NRW. Die Linke betreibt in mehreren Bundesländern „Kommunalpolitische Foren“.

## Liste Kommunalpolitischer Vereinigungen nach Parteien und Bundesländern

### Bündnis 90/Grüne
| Bundesland             | Name                                                                       |
| ---------------------- | -------------------------------------------------------------------------- |
| Baden-Württemberg      | Grüne und Alternative in den Räten Baden-Württemberg – (GAR)               |
| Bayern                 | Grüne und Alternative in den Räten Bayerns (GRIBS)                         |
| Berlin                 | Kommunalpolitisches Forum Bündnis 90/Die Grünen e. V. (KoPoFo)             |
| Brandenburg            | Verein für grün-bürgerbewegte Kommunalpolitik Brandenburg e. V. (GBK)      |
| Bremen                 | derzeit keine                                                              |
| Hamburg                | derzeit keine                                                              |
| Hessen                 | Die GRÜNEN und Alternativen in den Kommunalvertretungen Hessen e. V. (GAK) |
| Mecklenburg-Vorpommern | Grünes Forum Selbstverwaltung Mecklenburg-Vorpommern                       |
| Niedersachsen          | Kommunalpolitische Vereinigung GRÜNE Niedersachsen (KPVGrüN)               |
| Nordrhein-Westfalen    | Grüne/Alternative in den Räten NRW e. V. (GAR NRW)                         |
| Rheinland-Pfalz        | GRÜNE Kommunale Vereinigung Rheinland-Pfalz e. V. (GKomV)                  |
| Saarland               | derzeit keine                                                              |
| Sachsen                | Die alternative Kommunalpolitik Sachsens e. V. (DAKS)                      |
| Sachsen-Anhalt         | Grüne Kommunalpolitische Vereinigung Sachsen-Anhalt (GKPV) e. V.           |
| Schleswig-Holstein     | Grüne und Alternative in den Räten Schleswig-Holstein (GAR SH)             |
| Thüringen              | Die Andere Kommunalpolitik Thüringen e. V. (DAKT)                          |

### Die Linke
| Bundesland             | Name                                                     |
| ---------------------- | -------------------------------------------------------- |
| Baden-Württemberg      | Forum Linke Kommunalpolitik in Baden-Württemberg e. V.   |
| Bayern                 | kommunalpolitisches forum bayern e. V.                   |
| Berlin                 | kommunalpolitisches forum e. V. (berlin)                 |
| Brandenburg            | kommunalpolitisches forum – Land Brandenburg e. V.       |
| Bremen                 | derzeit keine                                            |
| Hamburg                | derzeit keine                                            |
| Hessen                 | Kommunalpolitisches Forum Hessen e. V.                   |
| Mecklenburg-Vorpommern | kommunalpolitisches forum – Mecklenburg-Vorpommern e. V. |
| Niedersachsen          | Linkes Kommunalpolitisches Forum Niedersachsen e. V.     |
| Nordrhein-Westfalen    | kommunalpolitisches forum nordrhein-westfalen e. V.      |
| Rheinland-Pfalz        | Kommunalpolitisches Forum Rheinland-Pfalz e. V.          |
| Saarland               | derzeit keine                                            |
| Sachsen                | Kommunalpolitisches Forum Sachsen e. V.                  |
| Sachsen-Anhalt         | kommunalpolitisches forum Sachsen-Anhalt e. V.           |
| Schleswig-Holstein     | Forum LINKE Kommunalpolitik in Schleswig-Holstein e. V.  |
| Thüringen              | Kommunalpolitisches Forum Thüringen e. V.                |

### SPD
Die Kommunalpolitik der SPD  wird neben einzelnen Landesverbänden auch durch eine zentrale kommunale politische Vereinigung auf Bundesebene vernetzt (Sozialdemokratische Gemeinschaft für Kommunalpolitik, Bundes SGK). Die Landesverbände in den einzelnen Bundesländern tragen jeweils den Namen SGK + [Name Bundesland] (z. B. SGK Berlin).

### CDU
Die CDU hat zur Koordination ihrer kommunalpolitischen Arbeit die Kommunalpolitische Vereinigung der CDU und CSU Deutschlands als Dachverband von 16 Landesvereinigungen gegründet. Sie versteht sich als Vertretung aller Mandatsträgerinnen und Mandatsträger der CDU auf kommunaler Ebene und hat zugleich die Aufgabe, die Grundsätze und Ziele der CDU und CSU in der Kommunalpolitik zu vertreten und zu verwirklichen.